# Туринський собор
Собор Святого Івана Хрестителя (італ. Duomo di Torino; Cattedrale di San Giovanni Battista) — римо-католицький собор у Турині, Італія, поруч з королівським палацом. Названий на честь святого Івана Хрестителя. Кафедральний собор Туринської архідієцезії. Збудований у 1491—1498 роках, а наприкінці XVII століття під керівництвом Гваріно Гваріні збудовано каплицю святої плащаниці.

## Історія
Сучасний собор розташований на місці античного римського театру. Згодом там звели три християнські церкви на честь Святого Спасителя, святої Марії з Домпно та Івана Хрестителя, найбільшою з котрих була остання. Згідно з деякими джерелами, освячення головної церкви здійснив лангобардський король Агілульф (правив 591—616). 662 року у церкві прихильник короля Годеперта вбив туринського герцога Гарібальдо, оскільки того звинувачували у причетності до вбивства короля.
Три лангобардські церкви знесли між 1490 та 1492 роками. 1491 року Б'янка Монферратська, вдова савойського герцога Карла I, заклала перший камінь нового собору на честь Івана Хрестителя. Архітектором споруди став Амадео ді Франческо да Сеттіньяно. Було збережено дзвіницю, що існувала біля місця будівництва раніше. 21 вересня 1505 року собор було освячено. 1515 року папа Лев X офіційно визнав собор митрополичою кафедрою.
1649 року Бернардіно Квадрі представив проєкт розширення собору, який зокрема передбачав створення більш пишного місця для туринської плащаниці. Цей проєкт був створений на основі ранішого проєкту Карло ді Кастелламонте. Також проєкт передбачав будівництво овальної каплиці позаду хору. Квадрі переїхав з Рима до Турина й почав утілювати свій задум. Будівельні роботи фінансував герцог Карл Еммануїл II. 1667 року для завершення будівництва призначили архітектора Гваріно Гваріні. Зведення купола тривало 28 років. 1694 року його завершили під керівництвом Марії Джованни — вдови Карла Еммануїла.
1720 року архітектор Філіппо Ювара на замовлення сардинського короля Віктора Амадея II збільшив висоту дзвіниці з 48 до 60 метрів. 1835 року на замовлення короля Карла Альберта у соборі розмістили копію картини «Таємна вечеря» Леонардо да Вінчі, створена Луїджі Канья.
У ніч з 11 на 12 квітня 1997 року в каплиці Святої Плащаниці сталася пожежа, внаслідок якої вона серйозно постраждала. Саму Туринську плащаницю вдалося врятувати. Після цього було проведено реставрацію фасаду та інтер'єру собору. Відкрили його тільки за 21 рік після пожежі.

## Галерея

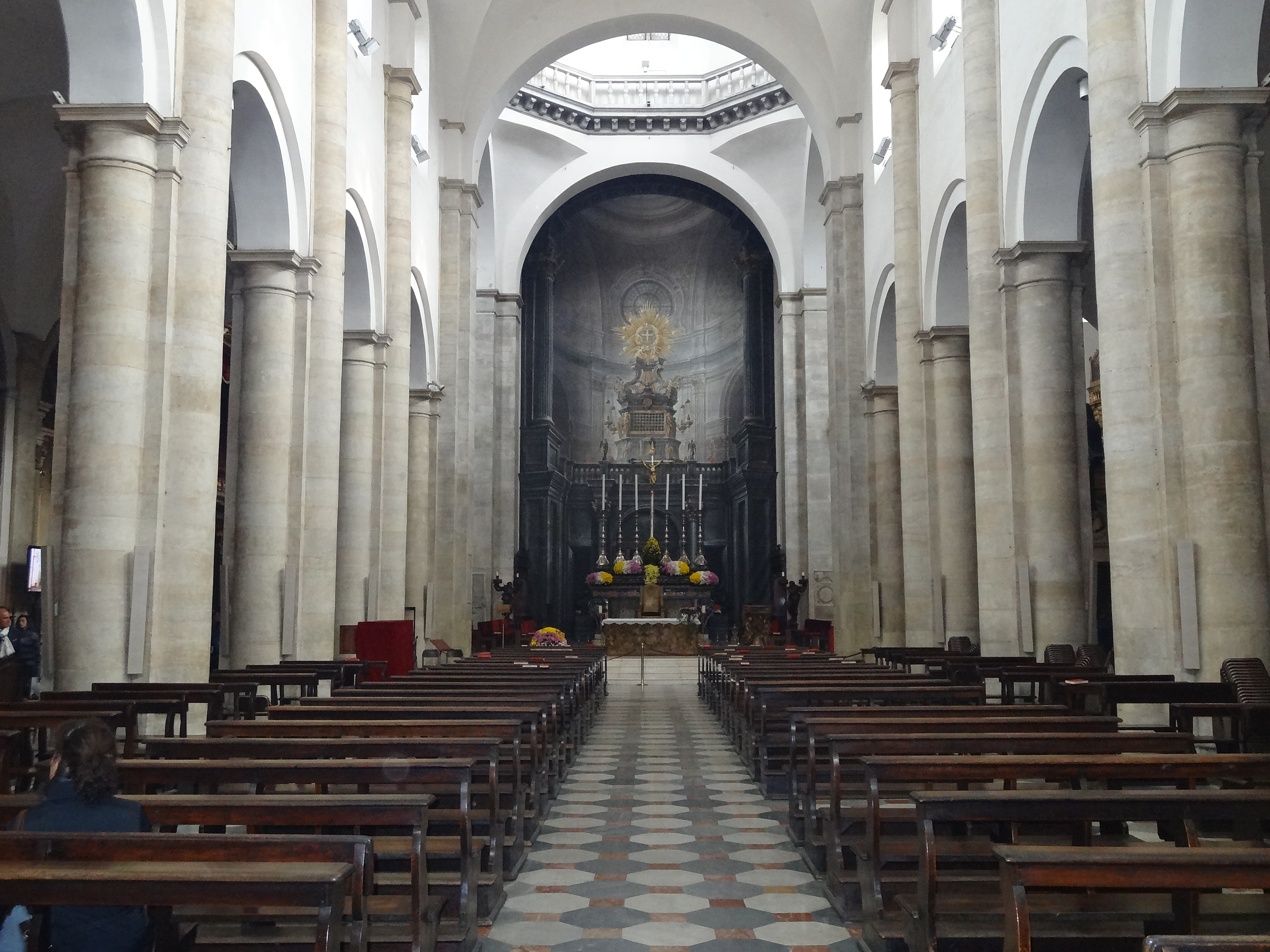
Інтер'єр. Центральна нава
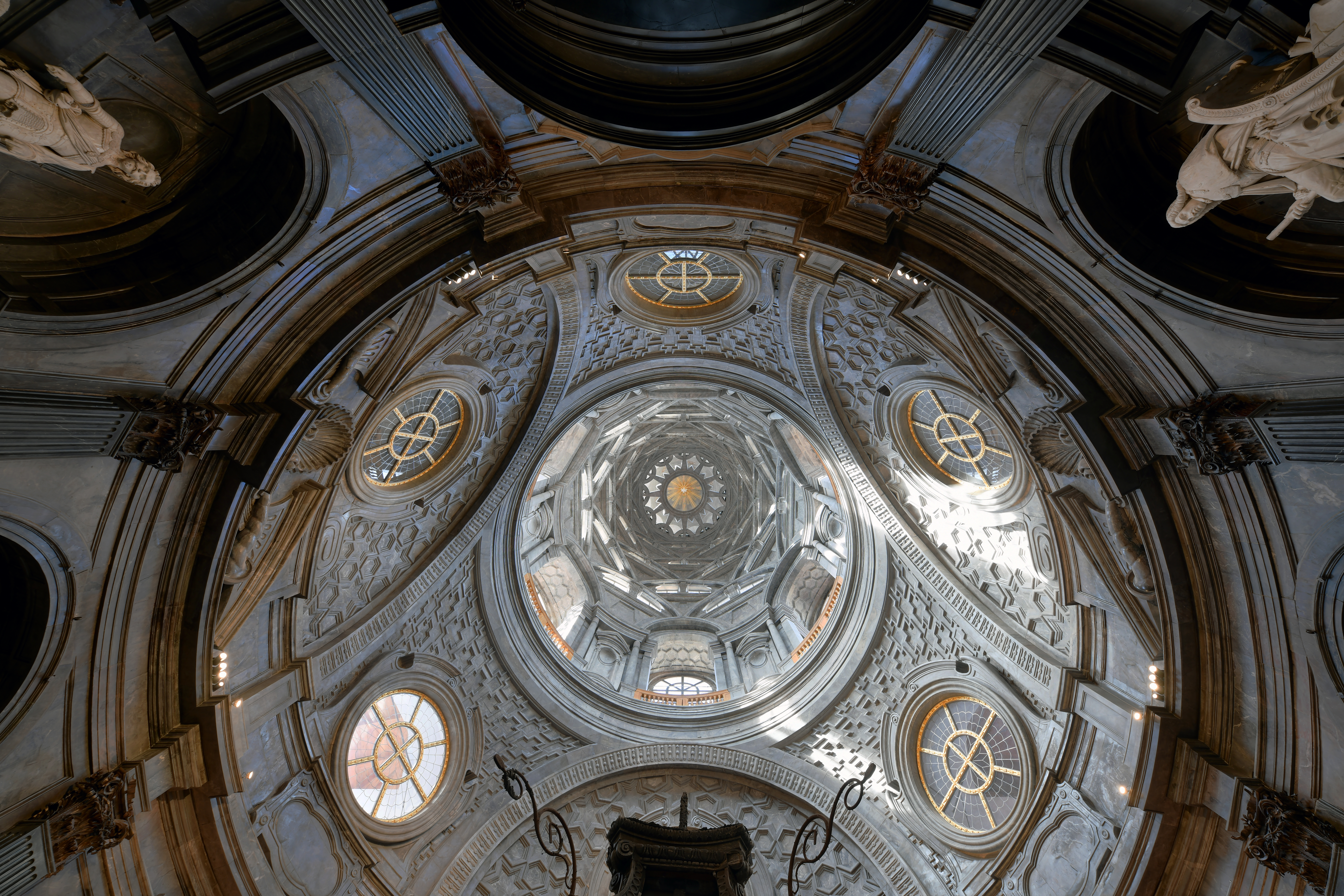
Купол каплиці Гваріні зсередини
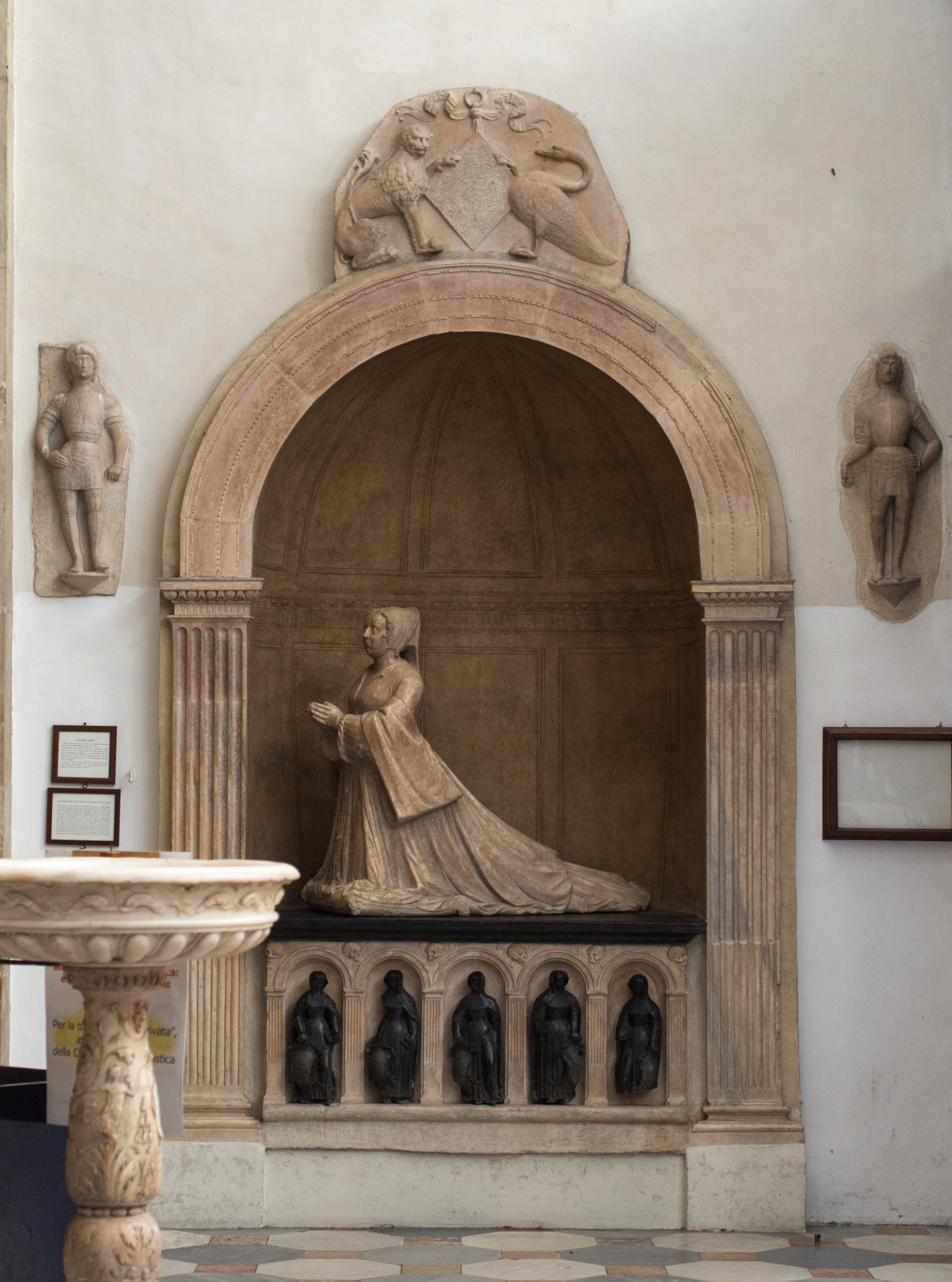
Могила Джованни д'Орліер де ла Бальме
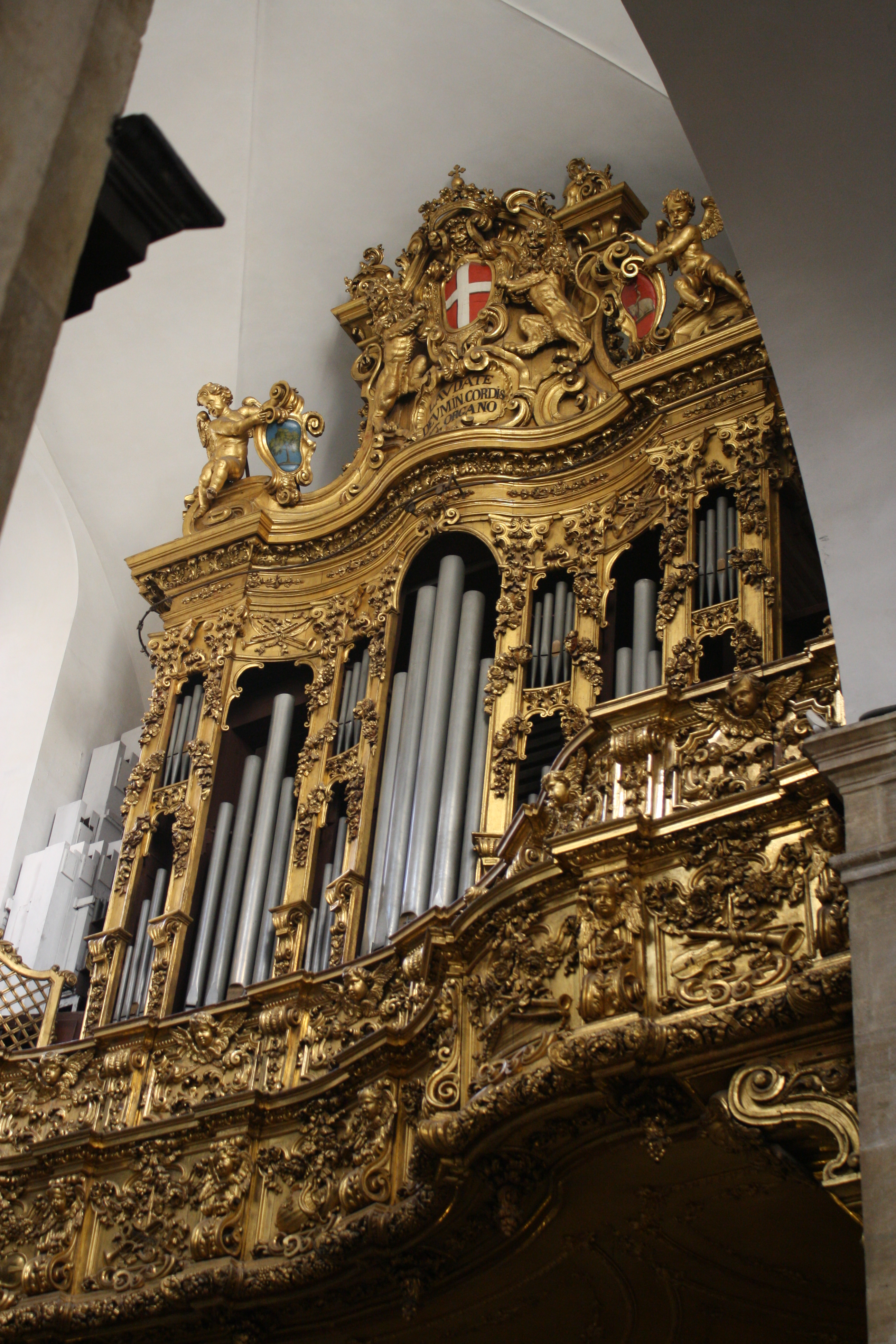
Орган собору
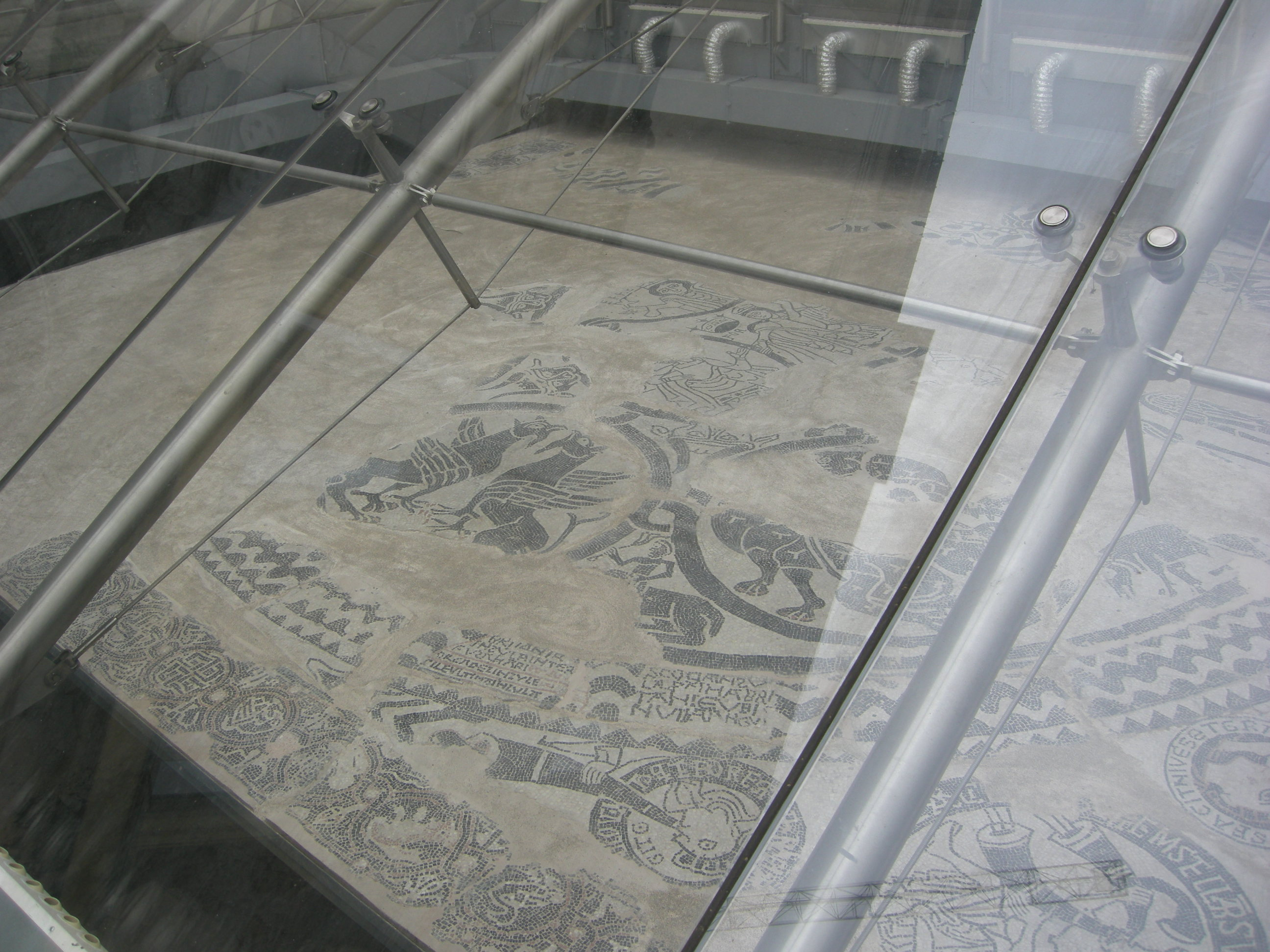
Мозаїка церкви святого Спасителя VI століття, зруйнованої для побудови собору